# Лара
Лара (исп. Lara) — Является одним из 23 штатов Венесуэлы. Лара находится в Центрально-Западном регионе Венесуэлы. Столица штата — город Баркисимето.
Площадь — 19 800 км². Население — 1 774 867 человек (2011).

## География
На севере граничит со штатом Фалькон; на юге — со штатами Португеза и Трухильо; на востоке — со штатом Яракуй и на западе — со штатом Зулия.
По террититории штата протекают реки Амарилло, Ауро, Морере, Токуйо, Турбио и Урама.

## История
Перед тем, как европейцы прибыли на территорию нынешнего штата Лары, на ней жили многие этнические группы: гайоны, айоманы и койоны.
Во время испанского завоевания и колонизации региона многие поселенцы поселились здесь из-за плодородия земель. Ими были основаны города Эль-Токуйо, Кибор, Куара и Кубиро. В то время нынешняя территория провинции Лара относилась к провинции Каракас. В регионах Эль-Токуйо и Баркисимето стояли монастыри, предлагавшие жителям образование более высокого уровня, чем в других частях страны, а к 18 веку регион уже производил и поставлял пшеницу в Мексику.
В 1824 году, уже после обретения независимости Венесуэлой, штат был поглощён провинцией Карабобо. В 1881 году было принято решение создать Великое государство на Севере Запада, к которому были присоединены провинции Лара и Яракуй. В августе того же года название штата Лара было присвоено в честь генерала-патриота Хасинто Лары. 

## Муниципалитеты и их центры
1. Андрес-Елой-Бланко (Санаре)
2. Креспо (Дуака)
3. Ирибаррен (Баркисимето)
4. Хименес (Кибор)
5. Моран (Эль-Токуйо)
6. Палавесино (Кабударе)
7. Симон-Планас (Сараре)
8. Торрес (Карора)
9. Урданета (Сикисике)